# Polynormande 2016
La 37e édition de la Polynormande a eu lieu le 31 juillet 2016. Elle fait partie du calendrier UCI Europe Tour 2016 en catégorie 1.1.

## Présentation

### Équipes
Classé en catégorie 1.1 de l'UCI Europe Tour, la Polynormande est par conséquent ouverte aux UCI ProTeams dans la limite de 50 % des équipes participantes, aux équipes continentales professionnelles, aux équipes continentales et aux équipes nationales.
Quinze équipes participent à cette Polynormande : deux WorldTeams, cinq équipes continentales professionnelles et huit équipes continentales :
| Équipes UCI WorldTeams | Équipes UCI WorldTeams | Équipes UCI WorldTeams |
| Nom de l'équipe        | Pays                   | Code                   |
| ---------------------- | ---------------------- | ---------------------- |
| AG2R La Mondiale       | France                 | ALM                    |
| FDJ                    | France                 | FDJ                    |

| Équipes continentales professionnelles | Équipes continentales professionnelles | Équipes continentales professionnelles |
| Nom de l'équipe                        | Pays                                   | Code                                   |
| -------------------------------------- | -------------------------------------- | -------------------------------------- |
| Cofidis                                | France                                 | COF                                    |
| Delko-Marseille Provence-KTM           | France                                 | DMP                                    |
| Direct Énergie                         | France                                 | DEN                                    |
| Fortuneo-Vital Concept                 | France                                 | FVC                                    |
| Wanty-Groupe Gobert                    | Belgique                               | WGG                                    |

| Équipes continentales                 | Équipes continentales | Équipes continentales |
| Nom de l'équipe                       | Pays                  | Code                  |
| ------------------------------------- | --------------------- | --------------------- |
| Armée de Terre                        | France                | ADT                   |
| D'Amico Bottecchia                    | Italie                | AZT                   |
| Differdange-Losch                     | Luxembourg            | CCD                   |
| HP BTP-Auber 93                       | France                | AUB                   |
| Ringeriks-Kraft                       | Norvège               | KRA                   |
| Roubaix Métropole européenne de Lille | France                | RLM                   |
| Verandas Willems                      | Belgique              | WIL                   |
| Wallonie Bruxelles-Group Protect      | Belgique              | WBC                   |

### Règlement de la course

#### Primes
| Position | 1er     | 2e      | 3e      | 4e    | 5e    | 6e    | 7e    | 8e    | 9e    | 10e à 20e |
| Prix     | 5 785 € | 2 895 € | 1 445 € | 715 € | 580 € | 433 € | 433 € | 287 € | 287 € | 147 €     |

## Classements

### Classement final
| \| Classement général \| Classement général \| Classement général \| Classement général \| Classement général \| \| Coureur \| Coureur \| Pays \| Équipe \| Temps \| \| ------------------ \| ------------------- \| ------------------ \| -------------------------------- \| ------------------ \| \| 1er \| Baptiste Planckaert \| Belgique \| Wallonie Bruxelles-Group Protect \| 4 h 08 min 41 s \| \| 2e \| Ryan Anderson \| Canada \| Direct Énergie \| + 0 s \| \| 3e \| Julien Duval \| France \| Armée de terre \| + 0 s \| \| 4e \| Samuel Dumoulin \| France \| AG2R La Mondiale \| + 0 s \| \| 5e \| Kevyn Ista \| Belgique \| Wallonie Bruxelles-Group Protect \| + 0 s \| |                     |          |                                  |                 |
| |                     |          |                                  |                 |
| Sources : ProCyclingStats Cycling Archives |                     |          |                                  |                 |
| Classement général |                     |          |                                  |                 |
| Coureur | Coureur             | Pays     | Équipe                           | Temps           |
| 1er | Baptiste Planckaert | Belgique | Wallonie Bruxelles-Group Protect | 4 h 08 min 41 s |
| 2e | Ryan Anderson       | Canada   | Direct Énergie                   | + 0 s           |
| 3e | Julien Duval        | France   | Armée de terre                   | + 0 s           |
| 4e | Samuel Dumoulin     | France   | AG2R La Mondiale                 | + 0 s           |
| 5e | Kevyn Ista          | Belgique | Wallonie Bruxelles-Group Protect | + 0 s           |

### UCI Europe Tour
| Position           | 1er | 2e | 3e | 4e | 5e | 6e | 7e | 8e | 9e | 10e | 11e | 12e | 13e à 15e | 16e à 25e |
| Classement général | 125 | 85 | 70 | 60 | 50 | 40 | 35 | 30 | 25 | 20  | 15  | 10  | 5         | 3         |

## Liste des participants
- Liste de départ complète

| Légende | Légende                                                                    | Légende | Légende                                                    |
| ------- | -------------------------------------------------------------------------- | ------- | ---------------------------------------------------------- |
| Num     | Dossard de départ porté par le coureur sur cette Polynormande 2016         | Pos     | Position à l'arrivée de la course                          |
|         | Indique un maillot de champion national ou mondial, suivi de sa spécialité | NP      | Indique un coureur qui n'a pas pris le départ de la course |
| AB      | Indique un coureur qui n'a pas terminé la course                           | HD      | Indique un coureur qui a terminé la course hors des délais |

| Delko-Marseille Provence-KTM DMP | Delko-Marseille Provence-KTM DMP | Delko-Marseille Provence-KTM DMP |
| -------------------------------- | -------------------------------- | -------------------------------- |
| Num                              | Coureur                          | Pos                              |
| 1                                | Romain Combaud (FRA)             | 28e                              |
| 2                                | Mikel Aristi (ESP)               | AB                               |
| 3                                | Leonardo Duque (COL)             | AB                               |
| 4                                | Daniel Díaz (ARG)                | AB                               |
| 5                                | Benjamin Giraud (FRA)            | AB                               |
| 6                                | Martin Laas (EST)                | AB                               |
| 7                                | Christophe Laborie (FRA)         | AB                               |
| 8                                | Yannick Martinez (FRA)           | AB                               |

| FDJ | FDJ                     | FDJ |
| --- | ----------------------- | --- |
| Num | Coureur                 | Pos |
| 11  | Yoann Offredo (FRA)     | 17e |
| 12  | Arnaud Courteille (FRA) | 67e |
| 13  | Marc Fournier (FRA)     | 69e |
| 14  | Johan Le Bon (FRA)      | 76e |
| 15  | Olivier Le Gac (FRA)    | 47e |
| 16  | Jérémy Maison (FRA)     | 83e |
| 17  | Lorrenzo Manzin (FRA)   | 11e |
| 18  | Laurent Pichon (FRA)    | 56e |

| Cofidis COF | Cofidis COF            | Cofidis COF |
| ----------- | ---------------------- | ----------- |
| Num         | Coureur                | Pos         |
| 21          | Nacer Bouhanni (FRA)   | 30e         |
| 22          | Jonas Ahlstrand (SWE)  | AB          |
| 23          | Jérôme Cousin (FRA)    | 52e         |
| 24          | Romain Hardy (FRA)     | 51e         |
| 25          | Hugo Hofstetter (FRA)  | 62e         |
| 26          | Anthony Perez (FRA)    | 75e         |
| 27          | Florian Sénéchal (FRA) | 19e         |
| 28          | Julien Simon (FRA)     | 71e         |

| AG2R La Mondiale ALM | AG2R La Mondiale ALM  | AG2R La Mondiale ALM |
| -------------------- | --------------------- | -------------------- |
| Num                  | Coureur               | Pos                  |
| 31                   | Julien Bérard (FRA)   | 68e                  |
| 32                   | François Bidard (FRA) | AB                   |
| 33                   | Maxime Daniel (FRA)   | AB                   |
| 34                   | Nico Denz (GER)       | 42e                  |
| 35                   | Samuel Dumoulin (FRA) | 4e                   |
| 36                   | Hubert Dupont (FRA)   | AB                   |
| 37                   | Alexis Gougeard (FRA) | 29e                  |

| Fortuneo-Vital Concept FVC | Fortuneo-Vital Concept FVC | Fortuneo-Vital Concept FVC |
| -------------------------- | -------------------------- | -------------------------- |
| Num                        | Coureur                    | Pos                        |
| 41                         | Franck Bonnamour (FRA)     | AB                         |
| 42                         | Maxime Cam (FRA)           | 77e                        |
| 43                         | Anthony Delaplace (FRA)    | 32e                        |
| 44                         | Pierrick Fédrigo (FRA)     | 53e                        |
| 45                         | Arnaud Gérard (FRA)        | 38e                        |
| 46                         | Benoît Jarrier (FRA)       | 12e                        |
| 47                         | Jonathan Hivert (FRA)      | 70e                        |
| 48                         | Camille Guérin (FRA)       | 57e                        |

| HP BTP-Auber 93 AUB | HP BTP-Auber 93 AUB       | HP BTP-Auber 93 AUB |
| ------------------- | ------------------------- | ------------------- |
| Num                 | Coureur                   | Pos                 |
| 51                  | Romain Feillu (FRA)       | 26e                 |
| 52                  | Flavien Dassonville (FRA) | 40e                 |
| 53                  | Pierre Gouault (FRA)      | 66e                 |
| 54                  | Alo Jakin (EST)           | 58e                 |
| 55                  | Guillaume Levarlet (FRA)  | 36e                 |
| 56                  | Anthony Maldonado (FRA)   | 10e                 |
| 57                  | David Menut (FRA)         | 78e                 |
| 58                  | Julien Guay (FRA)         | 45e                 |

| Wanty-Groupe Gobert WGG | Wanty-Groupe Gobert WGG | Wanty-Groupe Gobert WGG |
| ----------------------- | ----------------------- | ----------------------- |
| Num                     | Coureur                 | Pos                     |
| 61                      | Dimitri Claeys (BEL)    | 9e                      |
| 62                      | Thomas Degand (BEL)     | 19e                     |
| 63                      | Boris Dron (BEL)        | 21e                     |
| 64                      | Guillaume Martin (FRA)  | 25e                     |
| 65                      | Marco Minnaard (NED)    | 48e                     |
| 66                      | Kévin Van Melsen (BEL)  | 44e                     |

| Differdange-Losch CCD | Differdange-Losch CCD   | Differdange-Losch CCD |
| --------------------- | ----------------------- | --------------------- |
| Num                   | Coureur                 | Pos                   |
| 71                    | Alliaume Leblond (FRA)  | AB                    |
| 72                    | Krisztian Lovassy (HUN) | AB                    |
| 73                    | Cédric Raymackers (BEL) | AB                    |
| 74                    | Gabriel Reguero (ESP)   | 34e                   |
| 75                    | Wayne Stijns (NED)      | AB                    |
| 76                    | Tom Thill (LUX)         | 39e                   |
| 78                    | Larry Valvasori (LUX)   | AB                    |

| Roubaix Métropole européenne de Lille RLM | Roubaix Métropole européenne de Lille RLM | Roubaix Métropole européenne de Lille RLM |
| ----------------------------------------- | ----------------------------------------- | ----------------------------------------- |
| Num                                       | Coureur                                   | Pos                                       |
| 81                                        | Julien Antomarchi (FRA)                   | 31e                                       |
| 82                                        | Rudy Barbier (FRA)                        | 7e                                        |
| 83                                        | Dieter Bouvry (BEL)                       | 15e                                       |
| 84                                        | Jérémy Leveau (FRA)                       | 22e                                       |
| 85                                        | Florent Pereira (FRA)                     | 63e                                       |
| 86                                        | Félix Pouilly (FRA)                       | 54e                                       |
| 87                                        | Jimmy Turgis (FRA)                        | 16e                                       |
| 88                                        | Maxime Vantomme (BEL)                     | 8e                                        |

| Wallonie Bruxelles-Group Protect WBC | Wallonie Bruxelles-Group Protect WBC | Wallonie Bruxelles-Group Protect WBC |
| ------------------------------------ | ------------------------------------ | ------------------------------------ |
| Num                                  | Coureur                              | Pos                                  |
| 91                                   | Tom Dernies (BEL)                    | 73e                                  |
| 92                                   | Kevyn Ista (BEL)                     | 5e                                   |
| 93                                   | Antoine Warnier (BEL)                | 64e                                  |
| 94                                   | Julien Stassen (BEL)                 | 61e                                  |
| 95                                   | Thomas Deruette (BEL)                | 82e                                  |
| 96                                   | Ludwig De Winter (BEL)               | 65e                                  |
| 97                                   | Gaëtan Pons (BEL)                    | 81e                                  |
| 98                                   | Baptiste Planckaert (BEL)            | 1re                                  |

| D'Amico Bottecchia AZT | D'Amico Bottecchia AZT   | D'Amico Bottecchia AZT |
| ---------------------- | ------------------------ | ---------------------- |
| Num                    | Coureur                  | Pos                    |
| 101                    | Giorgio Bocchiola (ITA)  | AB                     |
| 102                    | Fabio Chinello (ITA)     | AB                     |
| 103                    | Paolo Ciavatta (ITA)     | 79e                    |
| 104                    | Nicola Genovese (ITA)    | AB                     |
| 105                    | Iltjan Nika (ALB)        | 72e                    |
| 106                    | Antonio Parrinello (ITA) | 13e                    |
| 107                    | Marco Tizza (ITA)        | 23e                    |

| Direct Énergie DEN | Direct Énergie DEN       | Direct Énergie DEN |
| ------------------ | ------------------------ | ------------------ |
| Num                | Coureur                  | Pos                |
| 111                | Ryan Anderson (CAN)      | 2e                 |
| 112                | Romain Cardis (FRA)      | 14e                |
| 113                | Jérémy Cornu (FRA)       | 59e                |
| 114                | Fabien Grellier (FRA)    | 41e                |
| 115                | Tony Hurel (FRA)         | 6e                 |
| 116                | Julien Morice (FRA)      | 60e                |
| 117                | Alexandre Pichot (FRA)   | 33e                |
| 118                | Guillaume Thévenot (FRA) | 50e                |

| Ringeriks-Kraft KRA | Ringeriks-Kraft KRA    | Ringeriks-Kraft KRA |
| ------------------- | ---------------------- | ------------------- |
| Num                 | Coureur                | Pos                 |
| 121                 | Audun Fløtten (NOR)    | 55e                 |
| 122                 | Kristian Kulseth (NOR) | 84e                 |
| 123                 | Torstein Træen (NOR)   | 37e                 |
| 124                 | Max Emil Kørner (NOR)  | 43e                 |
| 125                 | Syver Wærsted (NOR)    | 20e                 |
| 126                 | Rasmus Tiller (NOR)    | 74e                 |

| Armée de Terre ADT | Armée de Terre ADT     | Armée de Terre ADT |
| ------------------ | ---------------------- | ------------------ |
| Num                | Coureur                | Pos                |
| 131                | Yann Guyot (FRA)       | 46e                |
| 132                | Jérôme Mainard (FRA)   | 27e                |
| 133                | Julien Duval (FRA)     | 2e                 |
| 134                | Thibault Ferasse (FRA) | 80e                |
| 135                | Kévin Lebreton (FRA)   | 49e                |
| 136                | Alexis Bodiot (FRA)    | 35e                |
| 137                | Jordan Levasseur (FRA) | AB                 |
| 138                | Benoît Sinner (FRA)    | 24e                |